# Centaurea papposa
Centaurea papposa — вид квіткових рослин родини айстрових (Asteraceae). Ареал: Алжир, Туніс.